# Agustín Ezcurra
Agustín Ezcurra (Montevideo, 28 de febrero de 1880 - 16 de diciembre de 1958) fue un pintor, y docente uruguayo.

## Biografía
Bajo la dirección de Godofredo Sommavilla cursó, entre 1896 y 1897 sus primeros estudios plásticos. En 1905 estudió en el Círculo de Bellas Artes, anatomía humana con Miguel Becerro de Bengoa, arquitectura con Vázquez Varela y perspectiva y proyecciones con Hermenegildo Sabat.
Allí se desempeñó como docente de arte durante un año, renunciando luego para continuar su tarea docente en la Universidad del Trabajo, donde dictó cursos durante veintiséis años. Asimismo también participó de las cátedras de distintas instituciones de enseñanza.
En 1925 viajó a Europa, y posteriormente obtuvo el segundo premio (medalla de plata) en la Exposición Internacional de Sevilla (España), en la que participó enviando las obras  "A pleno sol" y "Salida de la fábrica" que ya habían integrado la exposición en el Salón de Otoño (Uruguay) en 1927. Otras obras por las cuales el artista recibió reconocimientos fueron el óleo "Los Doctores de la Ley" (mención, medalla de bronce en el VIII Salón de 1944), y la tinta china "Arroyo Malvín" (mención, medalla de bronce en el XII Salón de Dibujo y Grabado de 1949).
En el Museo Juan Manuel Blanes se expone su cuadro "Atardecer" (Canteras de la Teja), mientras que la mayoría de su obra pertenece a colecciones particulares de Uruguay, Argentina, Brasil, Chile, México, Canadá, EE. UU., España, Italia, Francia, Alemania y Bélgica.

## Exposiciones en el exterior
- Exposición Internacional de San Francisco (California, Estados Unidos. 1915)
- Exposición de Artistas Uruguayos en la XXV Exposición General de Bellas Artes (Río de Janeiro, Brasil. 1918)
- Exposición Internacional de Sevilla (España. 1929)
- Bienal de Barcelona (España. 1955)

## Exposiciones individuales
- Exposición Internacional organizada por el Círculo de Bellas Artes (Uruguay. 1912)
- Club Católico (Montevideo, Uruguay. 1915)
- Club Católico (Montevideo, Uruguay. 1919)
- Exposición Panamericana (Uruguay. 1920)
- 1.er Salón de Primavera (Uruguay. 1922)
- 1.er Salón de Otoño (Uruguay. 1927)
- Exposición organizada por la Comisión Nacional del Centenario del Uruguay (Uruguay. 1927)
- Club Católico (Montevideo, Uruguay. 1934)
- Club Católico (Montevideo, Uruguay. 1935)
- Salón de Exposiciones del Club Juventus (Montevideo, Uruguay. 1945)
- Colegio y Liceo Nuestra Señora de Lourdes (Montevideo, Uruguay. 1958)